# Sinzig
Sinzig je německé město ve spolkové zemi Porýní-Falc. Je součástí zemského okresu Ahrweiler. V roce 2010 zde žilo 17 416 obyvatel.

## Místní části
- Bad Bodendorf
- Franken
- Koisdorf
- Löhndorf
- Westum

## Politika

### Starostové
Starostové města od roku 1816:
| 1816–1822 | Wilhelm Vogel                        |
| 1822–1834 | Simon Josef Knieps                   |
| 1834–1849 | Peter Josef Giersberg                |
| 1850–1860 | Johann Michael Heinrich Reiff        |
| 1860–1872 | Theodor Ernst Adam Wenner (Zentrum)  |
| 1872–1882 | Karl Rudolf Franz von Roesdorff-Salm |
| 1883–1910 | Alfred Ott                           |
| 1911–1919 | Anton Hermann Josef Ortsiefer        |
| 1919–1933 | Ernst Schäfer                        |

| 1933–1936 | Heinrich Junior (NSDAP)        |
| 1937–1945 | Walter Meyer-Kirschner (NSDAP) |
| 1946–1948 | Josef Maag                     |
| 1948–1963 | Franz Josef Zimmer             |
| 1963–1983 | Heinrich Holstein (CDU)        |
| 1983–2001 | Norbert Hesch (CDU)            |
| 2001–2017 | Wolfgang Kroeger (CDU)         |
| 2018–     | Andreas Geron (nezávislý)      |